# رنه معوض
رنه مُعَوَض (به عربی: رینیه معوض) نهمین رئیس‌جمهور لبنان از ۵ نوامبر ۱۹۸۹ تا ۲۲ نوامبر ۱۹۸۹ بود.
در ۱۷ آوریل ۱۹۲۵ به دنیا آمد. بعد از امضای توافقنامه طائف به ریاست جمهوری برگزیده شد ولی پس از سپری شدن مدت کوتاهی از ریاست جمهوری، در انفجاری که کاروان حامل وی را هدف قرار داد، ترور شد.